# Adligat
Adligat, tzw. klocek introligatorski - dwa lub więcej dzieła wydane drukiem we wspólnej oprawie introligatorskiej, przy czym każde z tych dzieł jest wydawnictwem samoistnym, i co za tym idzie, niezależną pozycją katalogową. Publikacja taka nie ma wspólnej karty tytułowej, ani spisu treści czy też noty od wydawcy, w odróżnieniu od acceditów (klocków wydawniczych).